# Leptomeria
Leptomeria es un género con 33 especies de plantas de flores perteneciente a la familia Santalaceae. 

## Especies seleccionadas
- Leptomeria acerba
- Leptomeria acida
- Leptomeria aphylla
- Leptomeria axillaris
- Leptomeria billardierei
- Leptomeria pachyclada